# 1899
1899 (MDCCCXCIX) je bilo navadno leto, ki se je po gregorijanskem koledarju začelo na nedeljo, po 12 dni počasnejšem julijanskem koledarju pa na petek.

## Dogodki
- 25. februar - v londonskem predelu Harrow se zgodi prva avtomobilistična prometna nesreča s smrtnim izidom za voznika v zgodovini.
- 6. marec - Felix Hoffmann patentira aspirin.
- 27. marec - Guglielmu Marconiju uspe prenesti radijski signal prek Rokavskega preliva.
- 26. april - v Helsinkih poteka premiera Sibeliusove 1. simfonije.
- 14. maj - v Montevideu je ustanovljen Club Nacional de Football, kasnejši trikratni svetovni prvak.
- 18. maj - začne se prva haaška mirovna konferenca.
- 27. junij - norveški izumitelj Johan Vaaler patentira sponko.
- 10. avgust - Marshall Taylor zmaga na svetovnem kolesarskem prvenstvu na eno miljo v Montrealu in postane prvi Afroameričan z naslovom svetovnega prvaka v kateremkoli športu.
- 19. september - pomiloščen je Alfred Dreyfus.
- 11. oktober - izbruhne druga burska vojna med Združenim kraljestvom in južnoafriškimi Buri.
- 29. november - ustanovljen je nogometni klub FC Barcelona.
- 10. december - prične se 82-letna vladavina Sobhuze II. v Svazilandu.
- 16. december - ustanovljen je nogometni klub A.C. Milan.

## Rojstva
- 22. januar - Franjo Baš, slovenski muzealec, zgodovinar, etnolog († 1967)
- 23. februar - Erich Kästner, nemški pisatelj († 1974)
- 13. april - Alfred Schütz, avstrijsko-ameriški filozof in sociolog († 1959)
- 23. april - Vladimir Vladimirovič Nabokov, ruski pisatelj, lepidopterist, šahist († 1977)
- 29. april - Duke Ellington, ameriški jazzovski skladatelj, pianist († 1974)
- 8. maj - Friedrich August von Hayek, avstrijsko-britanski ekonomist († 1992)
- 10. maj - Fred Astaire, ameriški pevec, plesalec, filmski igralec († 1987)
- 26. maj - Otto Eduard Neugebauer, avstrijsko-ameriški matematik, astronom, zgodovinar astronomije († 1990)
- 13. junij - Anton Slodnjak, slovenski književni zgodovinar († 1983)
- 16. julij - Božidar Jakac, slovenski slikar, grafik († 1989)
- 13. avgust - Alfred Hitchcock, britanski filmski režiser († 1980)
- 24. avgust - Jorge Luis Borges, argentinski pisatelj, pesnik, literarni kritik in prevajalec († 1986)
- 20. september - Leo Strauss, nemško-ameriški filozof judovskega rodu († 1973)
- 25. december - Humphrey Bogart, ameriški filmski igralec († 1957)

## Smrti
- 6. februar - Georg Leo Caprivi, nemški general in politik slovenskega rodu (* 1831)
- 18. februar - Marius Sophus Lie, norveški matematik (* 1842)
- 20. april - Charles Friedel, francoski kemik in mineralog  (* 1832)
- 26. april - Dragotin Kette, slovenski pesnik (* 1876)
- 12. maj - Mihail Saltikov-Ščedrin, rusi pisatelj, satirik (* 1826)
- 3. junij - Johann Strauss mlajši, avstrijski skladatelj (* 1825)
- 21. julij - Robert Green Ingersoll, ameriški politik in govornik (* 1833)
- 16. avgust - Robert Wilhelm Bunsen, nemški kemik, fizik (* 1811)
- 31. december - Karl Millöcker, avstrijski skladatelj (* 1842)